# Eiga Tropical-Rouge! Pretty Cure - Yuki no princess to kiseki no yubiwa!
Eiga Tropical-Rouge! Pretty Cure - Yuki no princess to kiseki no yubiwa! (映画 トロピカル～ジュ！プリキュア 雪のプリンセスと奇跡の指輪！?, Eiga Toropikaru~ju! Purikyua Yuki no purinsesu to kiseki no yubiwa!, Eiga Tropical~Rouge! Precure Yuki no princess to kiseki no yubiwa!, lett. "Tropical-Rouge! Pretty Cure - Il film: La principessa delle nevi e l'anello dei miracoli!") è un film del 2021 diretto da Junji Shimizu.
È il trentesimo film d'animazione tratto dal franchise Pretty Cure di Izumi Tōdō e l'unico della diciottesima serie Tropical-Rouge! Pretty Cure; tuttavia compaiono, con un ruolo secondario, anche le protagoniste della settima serie.

## Trama
Manatsu e le altre del Tropical Club vengono invitate alla cerimonia d'incoronazione della principessa Sharon nel regno di Shantia, una terra completamente innevata. Assieme ad altre persone scelte in grado di portare sorrisi alla gente, come musicisti e artisti di strada, le ragazze giungono a destinazione a bordo di un treno e rimangono stupite dalla bellezza del territorio. Durante la visita, Laura ha l'occasione di stringere amicizia con Sharon, condividendo con lei l'aspirazione di diventare una buona regnante per i loro popoli. Dietro l'apparente perfezione di Shantia, in realtà si nasconde un profondo dolore: Sharon, infatti, è la sola sopravvissuta nel regno a seguito di un meteorite che ha sterminato gli abitanti, compresi i suoi genitori, e quella attuale è soltanto un'illusione di un regno che non esiste più. L'obiettivo di Sharon è quello di ripopolarlo con persone gioiose, fra le quali Manatsu e le altre, confinandole al suo interno qualora esprimessero la volontà di andare via. Le Pretty Cure, a cui si uniscono Tsubomi e il suo gruppo, si oppongono a tale scelta ma Laura essendoci diventata amica vorrebbe non combattere contro Sharon e i suoi mostri di neve. Nel tentativo di sciogliere il suo cuore dal gelo, le guerriere si trasformano in Snow Crystal Tropical Style e riescono a purificare i mostri di Sharon attraverso lo Snow Heart Kuru Ring, un anello donato proprio da Sharon a Laura in segno di amicizia. Poco prima che l'illusione di Shantia svanisca per sempre, Laura promette a Sharon che non venga mai dimenticata né lei né la canzone tramandata nel regno, decidendo di eseguirla al concorso canoro al quale il Tropical Club si era iscritto.

## Personaggi esclusivi del film
Sharon (シャロン?, Sharon)
È la principessa di Shantia, un regno ricoperto di neve. Invita Manatsu e le altre alla sua incoronazione assieme a diversi giocolieri e artisti scelti per poter portare gioia nel suo regno. Durante il soggiorno delle Pretty Cure nel suo paese, diventa amica in particolare di Laura condividendo con lei la speranza che entrambi i loro regni siano governati in armonia. In realtà si scopre che l'antico regno di Shantia, governato dai suoi genitori, non esiste più perché è stato distrutto dal catastrofico impatto con un meteorite che ne ha raso completamente al suolo le fondamenta e del quale solo Sharon è superstite essendosi nascosta in un nascondiglio sottoterra. Risvegliatasi dopo aver dormito per millenni ed aver recuperato un frammento di potere rimasto, Sharon ha ricostruito Shantia tramite un'illusione e perciò, con la speranza di poterla ripopolare e governare in serenità come i suoi genitori, decide di confinare al suo interno persone dispensatrici di felicità e gioia nel mondo, tra le quali le Pretty Cure, mostrandosi egoista e fredda con chiunque non voglia restare. Il suo Fiore del Cuore è il bucaneve. Alla fine, dopo aver combattuto le Pretty Cure contrarie alla sua idea, il frammento del suo potere si scioglie e con esso scompaiono la sua illusione e la sua anima, non prima però che Laura le prometta che sia lei che la canzone tramandata nel regno non vengano mai dimenticate.
Howan (ホワン?, Howan)
Sono dei piccoli spiriti delle nevi che popolano Shantia. Vengono incaricati di recapitare in giro per il mondo gli inviti alla cerimonia d'incoronazione di Sharon a Shantia. Comunicano con i gesti e con il loro potere sono in grado di materializzare oggetti all'occorrenza. In realtà, sono creature generate dal potere di Sharon e non sono originari del vecchio regno di Shantia; inoltre i loro pensieri sono connessi e, grazie a ciò, Sharon può sapere le azioni compiute da persone lontane.
Mostri di neve (雪の怪物?, Yuki no kaibutsu)
Sono mostri di neve creati dal potere di Sharon contro i quali combattono le Pretty Cure. Essendo Shantia ricoperta di neve, si rigenerano velocemente, rendendo difficile sconfiggerli.
Presidentessa (司会者?, Shikai-sha)
È la donna che presenta il concorso canoro nel centro commerciale a cui partecipa il Tropical Club.
ABCiee (エビシー?, Ebishī) & on-chan (ｏｎちゃん?, on-chan)
Sono rispettivamente le mascotte delle aziende giapponesi Asahi Broadcasting Corporation (ABC) e Hokkaido Television Broadcasting (HTB). Appaiono raffigurati come pupazzi di neve nell'ambientazione del film.

## Oggetti magici
Snow Heart Kuru Ring (スノーハートクルリング?, Sunō Hāto Kuru Ringu)
È un anello chiave a forma di fiocco di neve azzurro, che viene donato per augurare felicità verso gli altri. Sharon lo dona a Laura nella speranza che un giorno realizzi il suo sogno di essere la regina di Gran Ocean e che il regno sia ricco di pace e gioia. Entra in connessione con i sentimenti della persona che lo indossa. Viene in seguito utilizzato da Cure La·Mer e le altre Pretty Cure per ottenere la trasformazione e l'attacco in Snow Crystal Tropical Style.
In Giappone, quando è uscito il film, gli Snow Heart Kuru Ring sono stati realmente distribuiti al pubblico nelle sale.

## Trasformazioni e attacchi
- Attacco: Cure Papaya spara i suoi raggi laser dagli occhi sul Sunflower Aegis di Cure Sunshine, che li riflette sul nemico, facendolo esplodere.

- Cross Kick (クロス・キック?, Kurosu Kikku): è l'attacco combinato di Cure Flamingo e Cure Moonlight. Le due guerriere si lanciano in aria per atterrare sul nemico con un calcio al lato opposto in cui si trovano, formando una croce.

- Double Butt Punch (ダブルおしり・パンチ?, Daburu Oshiri Panchi): è l'attacco combinato di Cure Summer e Cure Blossom. Le due guerriere si lanciano in aria per colpire il nemico con il sedere. Quando viene eseguito da tutte le Pretty Cure assieme, è chiamato Zenin Butt Punch (全員おしり・パンチ?, Zenin Oshiri Panchi).

- ○ × pettanko (○×ぺったんこ?, Maru Peke pettanko): utilizzando le barriere difensive a forma di cerchio di Cure Sunshine e di croce di Cure Coral, le Pretty Cure radunano e schiacciano i nemici al loro interno.

- Tropica-Forte Wave (トロピカフォルテ・ウェイブ?, Toropika Forute Ueibu): è l'attacco combinato delle Tropical-Rouge! Pretty Cure e HeartCatch Pretty Cure. Le guerriere, utilizzando i rispettivi Heart Rouge Rod, Mermaid Aqua Pact, Flower Tact e Shiny Tambourine, uniscono i loro attacchi singoli e li scagliano sul nemico, purificandolo. A fine attacco, le HeartCatch esclamano "HeartCatch!" (「ハートキャッチ！」?, "Hātokyatchi!"), mentre le Tropical-Rouge "Victory!" (「ビクトリー！」?, "Bikutorī!").

- Trasformazione (Snow Crystal Tropical Style (スノークリスタル・トロピカルスタイル?, Sunō Kurisutaru Toropikaru Sutairu)): le Pretty Cure, dopo aver evocato il Tropical Heart Dresser e aver inserito sopra di questo lo Snow Heart Kuru Ring, si trasformano in Snow Crystal Tropical Style. Essendo potenziate dalle HeartCatch, gli abiti assumono caratteristiche della loro trasformazione Super Silhouette.

- Heart Shining Orchestra (ハートシャイニング・オーケストラ?, Hāto Shainingu Ōkesutora): è l'attacco di gruppo delle Pretty Cure in Snow Crystal Tropical Style utilizzando il Tropical Heart Dresser con lo Snow Heart Kuru Ring. Cure La·Mer estrae ed impugna lo specchio e, passandoci tre volte la mano sopra, si genera dal riflesso di questo una Super Silhouette simile a quella dell'attacco delle HeartCatch, che avvolge e purifica il nemico. A fine attacco, le Pretty Cure esclamano "Victory!" (「ビクトリー！」?).

## Luoghi
Shantia (シャンティア?, Shantia)
È il regno del quale Sharon è la principessa e futura regina. L'intero territorio è coperto di neve e Sharon vorrebbe renderlo un paese pieno di gioia attraverso delle persone scelte per farlo. In realtà si tratta di un'illusione costituita da Sharon, che non accetta il fatto che il vero regno sia andato distrutto 13.000 anni fa durante la sua incoronazione a causa di un meteorite, che estinse anche la popolazione. L'originale Shantia era prosperoso, aveva grandi distese di fiori e tra i cittadini si tramandava una canzone che esprimeva felicità.

## Colonna sonora
| Nº | Titolo CD | Numero tracce | Data uscita     |
| -- | --- | ------------- | --------------- |
| 1  | Shantia ~Shiawase no kuni~ / Daisuki no Snowball (シャンティア～しあわせのくに～／大好きのＳｎｏｗｂａｌｌ?)                                                                              | 6             | 20 ottobre 2021 |
| 2  | Eiga Tropical-Rouge! Precure - Yuki no princess to kiseki no yubiwa! - Original Soundtrack (映画 トロピカル～ジュ！プリキュア 雪のプリンセスと奇跡の指輪！ オリジナル・サウンドトラック?) | 31            | 20 ottobre 2021 |

### Sigle
La sigla originale di apertura è composta da EFFY con il testo di Shōko Ōmori, mentre quella di chiusura da Izumi Mori con il testo di Sumiyo Mutsumi.
Sigla di apertura
- Viva! Spark! Tropical-Rouge! Precure with Tropical Club (Ｖｉｖａ！Ｓｐａｒｋ！トロピカル～ジュ！プリキュア ｗｉｔｈ トロピカる部?), cantata da Machico con il Tropical Club (Fairouz Ai, Yumiri Hanamori, Yui Ishikawa, Asami Setō, Rina Hidaka)

Sigla di chiusura
- Shantia ~Shiawase no kuni~ (シャンティア～しあわせのくに～?), cantata da Cure Summer (Fairouz Ai), Cure Coral (Yumiri Hanamori), Cure Papaya (Yui Ishikawa), Cure Flamingo (Asami Setō), Cure La·Mer (Rina Hidaka), Cure Blossom (Nana Mizuki), Cure Marine (Fumie Mizusawa), Cure Sunshine (Hōko Kuwashima) e Cure Moonlight (Aya Hisakawa)

## Distribuzione
Il film è stato proiettato per la prima volta nelle sale cinematografiche giapponesi il 23 ottobre 2021. Il DVD e il Blu-ray sono usciti il 23 febbraio 2022.

## Accoglienza
Nel primo fine settimana di proiezione, il film ha incassato la cifra di 170 milioni di yen, piazzandosi al primo posto del box office. L'incasso totale è di 590 milioni di yen circa.